# Xà Hồ
Xà Hồ là một xã thuộc huyện Trạm Tấu, tỉnh Yên Bái, Việt Nam.

## Địa lý
Xã Xà Hồ nằm ở phía tây bắc huyện Trạm Tấu, có vị trí địa lý:
- Phía đông giáp xã Trạm Tấu và xã Pá Lau
- Phía tây giáp tỉnh Sơn La
- Phía nam giáp các xã thị trấn Trạm Tấu, Bản Mù, Hát Lừu, Pá Hu
- Phía bắc giáp xã Túc Đán.

Xã Xà Hồ có diện tích 79,08 km², dân số năm 2019 là 1.845 người, mật độ dân số đạt 43 người/km².

## Hành chính
Xã Xà Hồ được chia thành 7 thôn: Chống Khua, Háng Thồ, Háng Xê, Khấu Dê, Sáng Pao, Suối Giao, Tà Đằng.